# Ambasciatori bavaresi nel Baden
L'ambasciatore bavarese nel Baden era il primo rappresentante diplomatico della Baviera (già Elettorato di Baviera) nel granducato di Baden.
Le relazioni diplomatiche iniziarono ufficialmente nel 1803. Dal 1829 al 1835 le relazioni diplomatiche tra la Baviera ed il Baden vennero gestite dall'ambasciatore bavarese a Stoccarda e dal 1871 al 1887 da quello a Berna. Dal 1887 e sino al crollo della monarchia tedesca nel 1918, le relazioni diplomatiche tra Baviera e Baden vennero nuovamente gestite dall'ambasciatore bavarese a Stoccarda.

## Regno di Baviera
...
- 1810–1816: Emanuel von Freyen-Seyboldsdorf (1777–1832)
- 1816–1829: Friedrich von Reigersberg (1774–1840)
- 1829–1835: Johann Nepomuk von Tautphoeus (1765–1835) residente a Stoccarda
- 1835–1837: Carl von Gasser (1783–1855)
- 1837–1843: Karl August von Oberkamp (1788–1850)
- 1844–1845: Ferdinand von Verger (1806–1867)
- 1845–1848: Klemens August von Waldkirch (1806–1858)
- 1848–1848: Ludwig von Paumgarten-Frauenstein (1821–1883)
- 1848–1849: vacante
- 1849–1854: Ferdinand von Verger (1806–1867)
- 1854–1867: Konrad Adolf von Malsen (1792–1867)
- 1867–1871: Eduard Riederer von Paar zu Schönau (1832–1892)
- 1871–1887: Carl Johann Friedrich von Niethammer (1831–1911) Residente a Berna
- 1887–1909: Otto von Ritter zu Groenesteyn (1864–1940) residente a Stoccarda
- 1909–1918: Karl Moy de Sons (1863–1932) residente a Stoccarda

1918: Chiusura dell'ambasciata